# Cremnops dissimilis
Cremnops dissimilis är en stekelart som beskrevs av Turner 1918. Cremnops dissimilis ingår i släktet Cremnops och familjen bracksteklar. Inga underarter finns listade i Catalogue of Life.